# سبنيلي

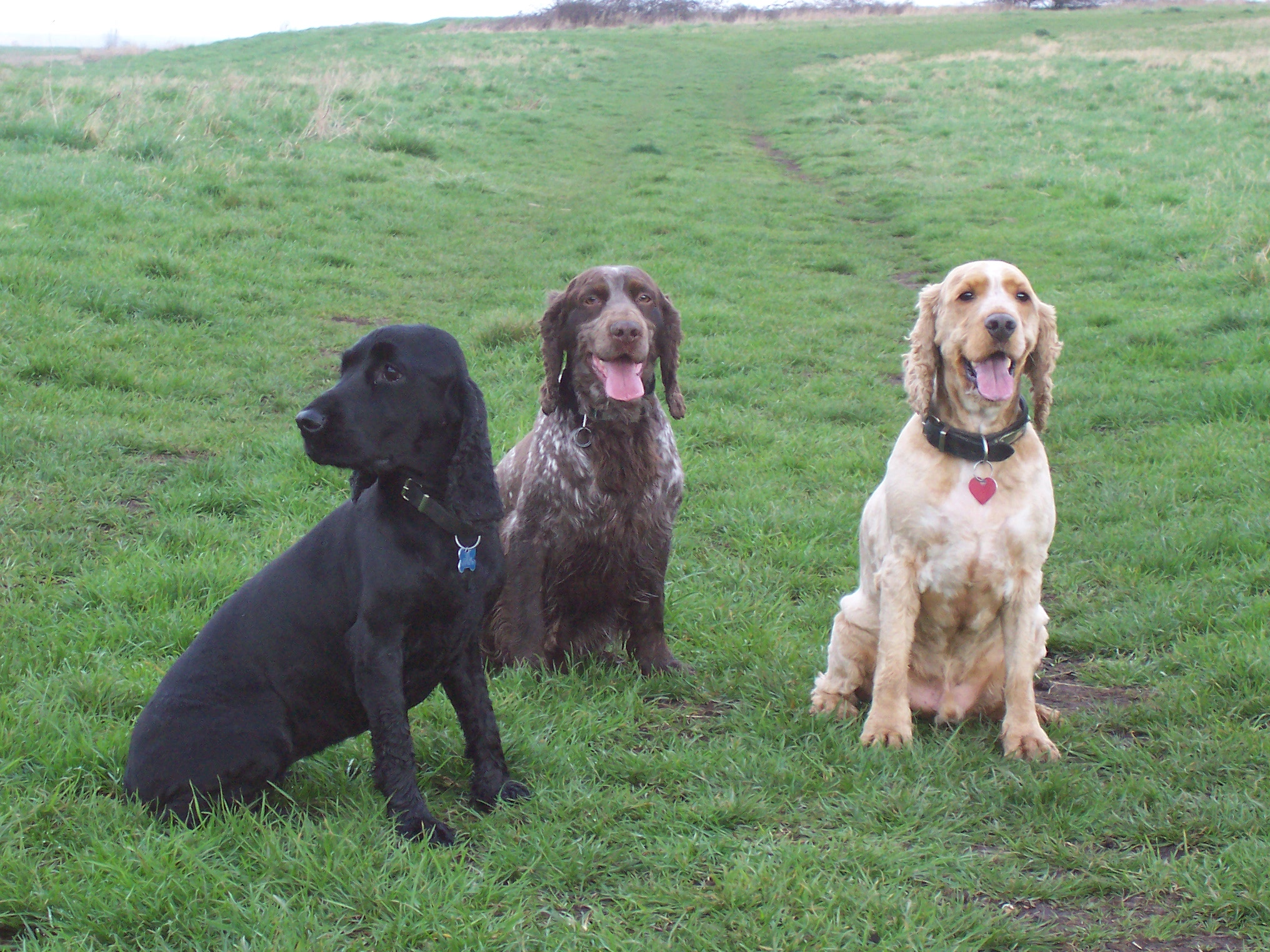
ككر سبنيلي أنكليزي هو سبنيلي صغير

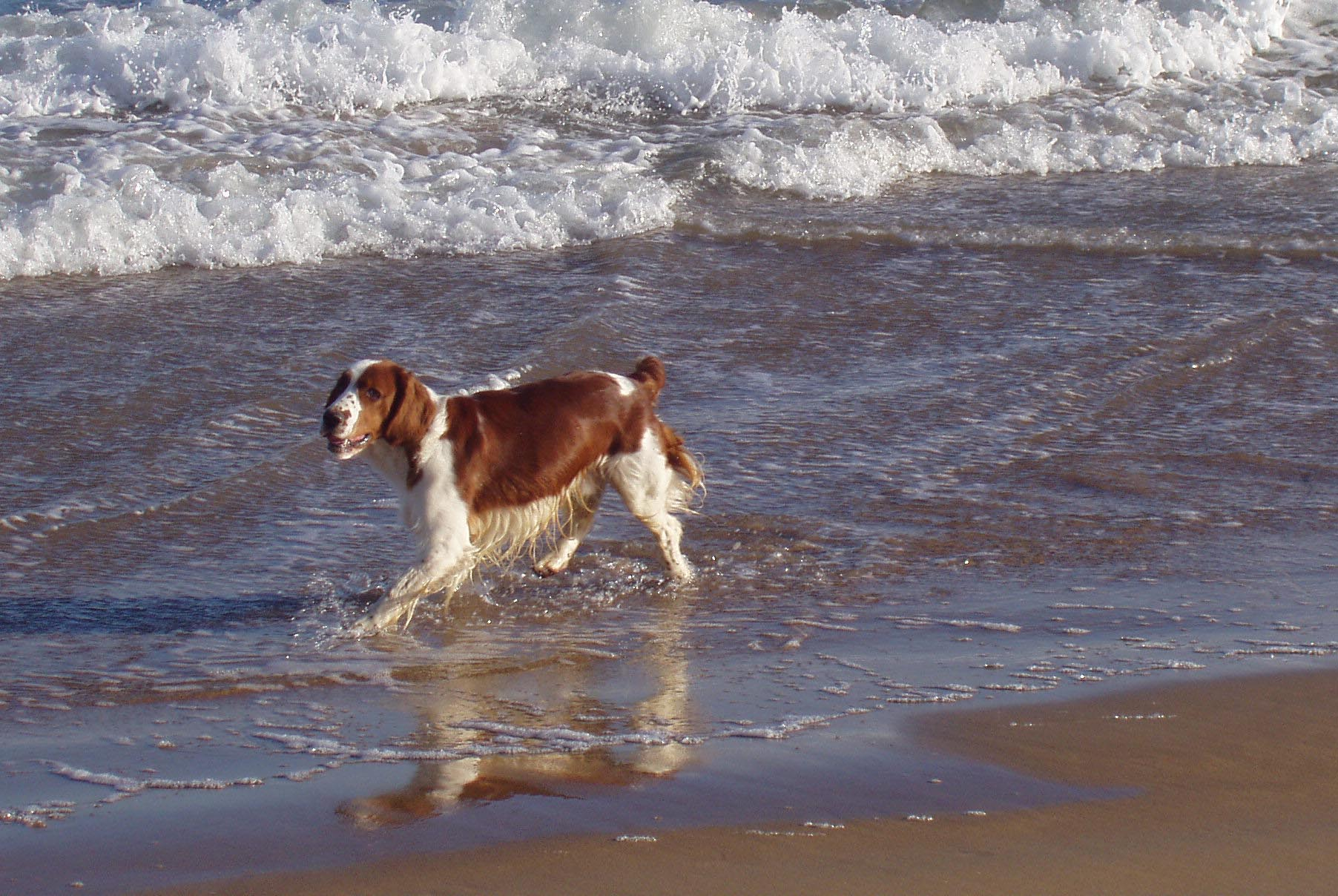
سبنيلي وِلزي على الشاطئ

السَّبَنْيَلِيّ أو إسبانيل نوع من كلب البندقية. رُبِّيَ بشكل خاص لطرد الحيوانات البرية من الأماكن الدَّغِلَة. خُصِّص السَّبَنْيَلِيّ بحلول أواخر القرن السابع عشر في سلالات المياه والأراضي. تم استخدام سبنيلي الماء الإنجليزي المنقرض لاسترداد الطيور المائية التي أُسقطت بالسهام. كان سبنيلي الأرض يتسلل ويشير إلى الحيوانات ما يسمح للصياد بالإيقاع بهم بالشكبكة، وسبنيلي القفز تلك التي تذعر التدرج والحجل للصيد بالصقور، وتذعر الأرانب والثدييات الأصغر مثل الجرذان والفئران للصيد بالكلاب السلوقية. خلال القرن السابع عشر ، تغير دور السبنيلي بشكل كبير حيث بدأ الإنجليز في البحث باستخدام المصونة لإطلاق النار على الطيور.